# Zeitgeographie
Die Zeitgeographie beschäftigt sich mit den räumlichen und zeitlichen Rahmenbedingungen des Handelns von Individuen. Sie stellt eine Strömung innerhalb der Sozialgeographie dar. 

## Disziplingeschichte
Als Begründer der Zeitgeographie gilt im Allgemeinen der schwedische Geograph Torsten Hägerstrand, der an der Universität Lund tätig war. Nach zahlreichen Veröffentlichungen, zum Großteil in schwedischer Sprache, erschien 1970 sein wegweisender Beitrag mit dem Titel „What about people in regional science?“, der die Grundannahmen seines Ansatzes zusammenfasst. In den Folgejahren wurde die Zeitgeographie von Hägerstrand und seinen Mitarbeitern (Törnquist, Lenntorp, Ellegård, Mårtensson u. a.) terminologisch und konzeptionell weiterentwickelt und später als „Lund-Schule“ bezeichnet.
Ziel der klassischen Zeitgeographie war es, über die Analyse des raum-zeitlichen Verhaltens von Individuen zu einer umfassenden Gesellschaftstheorie zu gelangen: „I am looking for a way of finding conceptual coherence in the geographer’s understanding of the human world all the way from home to globe and from day to lifetime“.
Später gingen die Erkenntnisse der Zeitgeographie auch in die Soziologie ein, vor allem in der Strukturationstheorie von Anthony Giddens: „Die Zeitgeographie befasst sich mit den Zwängen, die Einfluss nehmen auf die Gestaltung der Routinen des täglichen Lebens, und teilt mit der Theorie der Strukturierung die Betonung der Bedeutung des praktischen Charakters täglicher Aktivitäten unter Bedingungen von Kopräsenz für die Konstitution sozialen Verhaltens“. Giddens versteht Raum und Zeit im Gegensatz zur Mehrzahl soziologischer Zugänge nicht bloß als Randbedingungen des Handelns, sondern als zentrale Ordnungsdimensionen von Gesellschaft.

## Grundkonzept der Zeitgeographie
Aufgrund der Tatsache, dass sich jeder Mensch zu jeder Zeit seines Lebens an genau einem Ort befindet, lassen sich sowohl räumliche als auch zeitliche Koordinaten für jedes einzelne Individuum angeben und mittels einer dreidimensionalen kartographischen Darstellung abbilden. Bei dieser Darstellungsform wird die Zeit zusätzlich zu zwei räumlichen Dimensionen als dritte Dimension projiziert, sodass Bewegungen von Personen in Raum und Zeit als Linien im dreidimensionalen Raum abgetragen werden können („time path“ bzw. „Zeitpfad“). Je nach gewähltem zeitlichem Maßstab lassen sich so raum-zeitliche Bewegungen von Individuen während ihres gesamten Lebens („life path“) oder auch während einer Woche oder eines Tages abbilden („week path“ bzw. „day path“). 
Die Möglichkeiten des Individuums bei seiner Bewegung durch Raum und Zeit sind dabei auf die Umsetzung von so genannten „Projekten“ gerichtet, denen ein geplanter Entwurf der Handlung zugrunde liegt. Dabei wird die Umsetzung der (gedanklichen) Entwürfe zu (tatsächlichen) Projekten durch verschiedene Einschränkungen begrenzt, die als „constraints“ bezeichnet werden: Erstens sind dies physisch-materielle Faktoren, die etwa durch die Unteilbarkeit des menschlichen Körpers sowie durch das natürliche Bedürfnis nach Schlaf bedingt sind, oder die von der Verfügbarkeit geeigneter Verkehrsmittel abhängig sind („capability constraints“). Zweitens existieren soziale Notwendigkeiten, sich zu einer bestimmten Zeit an einem bestimmten Ort aufzuhalten („coupling constraints“). Drittens bestehen hegemoniale Reglementierungen von Zugänglichkeiten zu bestimmten Orten, etwa durch Zutrittsverbote oder Öffnungszeitenregelungen („authority constraints“). „Constraints“ können demnach als raum-zeit-institutionelle Rahmung der Handlungsmöglichkeiten des Individuums interpretiert werden.

## Capability Constraints
Capability constraints begrenzen die Aktivitäten des Individuums in Abhängigkeit von biologischen Bedürfnissen sowie den zur Verfügung stehenden Ressourcen und den hieraus resultierenden Möglichkeiten zur räumlichen Mobilität. Alltägliche Notwendigkeiten wie das Bedürfnis nach Schlaf oder die Aufnahme von Nahrung verknappen die Menge an Zeit, die prinzipiell für andere Tätigkeiten verwendet werden kann. Da zum Beispiel zum Schlafen in der Regel die eigene Wohnung aufgesucht werden muss, ergibt sich eine maximal erreichbare räumliche Wegdistanz pro Tag. Diese variiert in Abhängigkeit von den verfügbaren Verkehrsmitteln beträchtlich. 
Durch die Entwicklung der Verkehrsmittel konnte in den letzten zwei Jahrhunderten die maximal erreichbare Distanz kontinuierlich vergrößert werden, was allerdings nicht zu einer grundsätzlichen Auflösung des Wirkungsprinzips der capability constraints führte. So lässt sich mit dem Flugzeug zwar in wenigen Reisestunden ein anderer Kontinent erreichen, der zwischen dem Start- und dem Zielpunkt liegende Raum bleibt für den Reisenden jedoch unzugänglich. 

## Coupling Constraints
Neben den "capability constraints" begrenzen insbesondere die "coupling constraints" den alltäglichen Zeitpfad des Individuums. Diese Form der „Zwänge“ beinhaltet, wann, wo und wie lange eine Person mit Anderen räumlich und zeitlich zu interagieren hat. In der Regel stehen die coupling constraints in Abhängigkeit von Rollenmustern und Erwartungen von anderen Personen an die Ausgestaltung dieser Rollen. So besteht etwa für den Arbeitnehmer die Notwendigkeit zur Anwesenheit am Arbeitsplatz (Präsenzpflicht) zu bestimmten, in der Regel vertraglich vereinbarten Uhrzeiten, und er ist insbesondere anlässlich von Besprechungen räumlich und zeitlich festgelegt. Ähnlich wird von Schülern und Lehrern erwartet, dass sie sich während der Unterrichtszeit im Klassenraum aufhalten. Als weitere Beispiele setzt das Einkaufen von Waren – sofern es sich nicht um digital vermittelte Einkäufe, Bestellungen etc. handelt – eine Kopräsenz von Verkäufer und Käufern während der Ladenöffnungszeiten voraus, Ämter und öffentliche Einrichtungen sind nur in bestimmten Zeitfenstern zugänglich usw. Darüber hinaus existiert eine Vielzahl nicht gesetzlich geregelter, aber normativ bestimmter und damit sanktionsbekräftigter Rollenerwartungen, die dem Einzelnen raum-zeitliche Anwesenheitsvorschriften auferlegen. Dies können etwa familiäre Verpflichtungen sein, die mit Aufgaben der Haus- und Familienarbeit in Kontext stehen, oder aber Freizeittermine, die mit anderen vereinbart wurden.
"Coupling constraints" sind auf das Zusammentreffen der Zeitpfade verschiedener Menschen gerichtet. Dieses raum-zeitliche Zusammenlaufen von individuellen Zeitpfaden bezeichnet Hägerstrand als „bundle“. Eine Sonderform der „bundles“ sind die durch Telekommunikation unterstützten und damit raumüberbrückenden Interaktionen, die keine räumliche, sehr wohl aber eine zeitliche Kopräsenz erfordern: „Telecommunication allows people to form bundles without (or nearly without) loss of time in transportation. [...] It is true that a call may save much time, especially when it concerns the arrangement of future meetings. But at the same time, it is an outstanding instrument for breaking other activities“. Die Zeitersparnis, die sich durch Telekommunikationstechnik ergibt, bezieht sich folglich ausschließlich auf eingesparte Zeit, die im Falle von persönlichen Kontakten für räumliche Mobilität aufgewendet werden müsste, nicht jedoch auf Kontaktzeit als solche. Vor diesem Hintergrund ermöglichen neuere, internetbasierte Kommunikationsformen wie Messenger-Systeme oder Online-Chats, die oftmals zur Pflege sozialer Kontakte anstelle persönlicher Treffen Verwendung finden, nicht unbedingt eine Zeitersparnis – jedenfalls dann nicht, wenn mit dem Einsatz neuer Kommunikationstechniken auch die Kontaktfrequenz vergrößert wird oder aber mit der „virtuellen“ Kommunikation durch das Wegfallen von Mimik und Gestik neue Verständigungsbarrieren entstehen, die durch einen zusätzlichen Zeiteinsatz wettgemacht werden müssen.
Auch in der Arbeitswelt bezieht sich die Erwartung einer Präsenz nunmehr oft nicht auf eine physische, sondern auf eine digital vermittelte, virtuelle Präsenz; zu nennen ist hier auch der durch die COVID-19-Pandemie hervorgerufene Digitalisierungsschub.

## Authority Constraints
Mit der Beschreibung des Raum-Zeit-Prismas des Individuums in Form der capability constraints werden die Außengrenzen des maximal erreichbaren Raumes bestimmt. Diese Außengrenzen werden durch die sozial oder vertraglich reglementierten Anwesenheitspflichten zu bestimmten Zeiten an bestimmten Orten in Form der coupling constraints weiter eingeschränkt. Neben diesen äußeren Grenzen der Erreichbarkeit ist jedoch die Bewegung des Individuums durch weitere Zugangsbarrieren limitiert, die innerhalb des Prismas liegen und von Hägerstrand als „authority constraints“ bezeichnet werden. Mittels authority constraints geschützte Areale werden als „domains“ bezeichnet. Diese nicht-öffentlichen Orte sind durch den Einsatz von Macht geschützt und folglich nicht für jedes Individuum beliebig zugänglich. Zweck von domains ist vornehmlich der Schutz vor dem Zugriff auf Ressourcen durch (hierzu nicht ermächtigte) Dritte. 
Während kleinere domains oftmals nur temporär aufrechterhalten und über direkte Formen der Auseinandersetzung mit Konkurrenten verteidigt werden (etwa der Platz in einer Warteschlange, eine Telefonzelle, ein Sessel im Kino oder ein Liegestuhl am Strand), sind größere private domains in der Regel durch Legalität legitimiert (beispielsweise Landnutzungsrechte, Eigentumsrechte an Grund und Boden, Hausrecht in der angemieteten Wohnung etc.). Darüber hinaus lassen sich auch authority constraints erkennen, die bestimmten sozialen Gruppen den Zugang zu Räumen gewähren, andere Gruppen jedoch ausschließen. So sind die meisten Unternehmen nur für ihre Mitarbeiter zugänglich, und Nationalstaaten reglementieren den Zugang zu ihrem Territorium für Nichtangehörige der betreffenden Nation.
Hieraus ergibt sich, dass domains hierarchisiert sind: So erlaubt der Zugang zu einem Staat noch nicht den Eintritt auf jedes Gelände eines beliebigen Unternehmens, und nicht jeder, der Zutritt zu dem Unternehmen erhält, gelangt auch ohne weiteres in das Arbeitszimmer des Vorstandsvorsitzenden. Zudem ist naheliegend, dass die Kontrolle über domains auch mit normativen Verhaltenserwartungen an die Individuen einhergeht, die sich innerhalb der domain aufhalten; dabei werden die Verhaltenserwartungen der umgebenden domain an die in ihr befindlichen (sub-) domains vererbt: „Those who have access to power in a superior domain frequently use this to restrict the set of possible actions which are permitted inside subordinate domains. Sometimes they can also oblige the subordinate domains to remove constraints or to arrange for certain activities against their will“.